# Fredrik Nordström
Fredrik Nordström (ur. 5 stycznia 1967), znany również jako Ritchie Rainbow – szwedzki producent muzyczny, inżynier dźwięku, muzyk, kompozytor i gitarzysta. Nordström jest właścicielem zlokalizowanego w miejscowości Arboga studia nagrań Fredman. Jako gitarzysta występuje w grupie muzycznej Dream Evil. Jako producent współpracował z takimi grupami muzycznymi jak: At the Gates, Arch Enemy, Nightrage, Dark Tranquillity, In Flames, Soilwork, Dimmu Borgir czy Opeth.

## Wybrana dyskografia
- At the Gates - Slaughter of the Soul (1995, Earache Records, produkcja muzyczna)
- Arch Enemy - Burning Bridges (1999, Century Media Records, produkcja muzyczna)
- In Flames - Clayman (2000, Nuclear Blast, produkcja muzyczna, inżynieria dźwięku)
- Dream Evil - Dragonslayer (2002, Century Media Records)
- Opeth - Deliverance (2002, Music for Nations, inżynieria dźwięku)
- Dream Evil - Evilized (2003, Century Media Records)
- Old Man's Child - In Defiance of Existence (2003, Century Media Records, miksowanie, inżynieria dźwięku, produkcja muzyczna)
- Dream Evil - The Book of Heavy Metal (2004, Century Media Records)
- Dark Tranquillity - Character (2005, Century Media Records, miksowanie)
- Dream Evil - United (2006, Century Media Records)
- Dimmu Borgir - In Sorte Diaboli (2007, Nuclear Blast, produkcja muzyczna, inżynieria dźwięku, miksowanie)
- Septicflesh - Communion (2008, Season of Mist, produkcja muzyczna, inżynieria dźwięku)
- Dream Evil - In The Night (2010, Century Media Records)